# Gare d'Oskarshamns
La gare d'Oskarshamn est une gare ferroviaire d'Oskarshamn, en Suède. Le bâtiment a été érigé en 1906 dans le style de la Nouvelle Renaissance nordique. L'architecture a également été décrite comme un mélange de pré-fonctionnalisme, d'art nouveau et de romantisme national,. Le bâtiment de la gare est situé près de la zone portuaire et du terminal de ferry de Gotlandstrafiken. Depuis octobre 2004, le bâtiment de la gare est classé monument historique protégé.

## Histoire

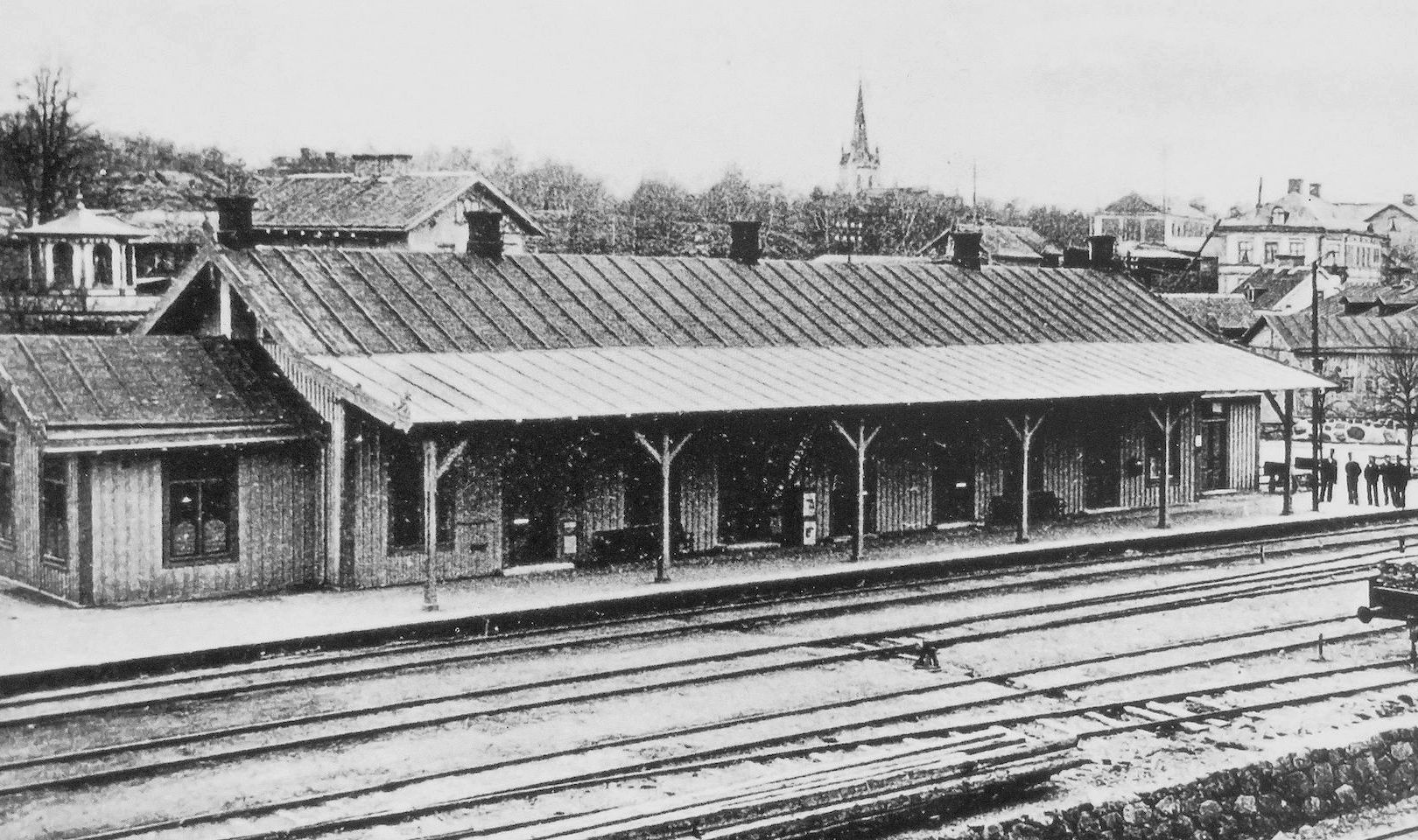
La première gare d'Oskarshamn.

Le tronçon ferroviaire Oskarshamn-Nässjö a été achevé en 1874 après cinq ans de construction. La même année, une gare en bois originale a été construite. En 1902, Hultsfred obtient sa gare. Cela a suscité une certaine jalousie à Oskarshamn et on a considéré que la propre gare était de conception relativement trop simple. Il a été décidé de construire le bâtiment de la gare actuelle et l'agence d'architecture et de construction de Stockholm (Arkitekt- och Byggnadsbyrån i Stockholm) a été engagée pour cette tâche. La commission d'architecture a été confiée à Georg A. Nilsson, qui deviendrait avec le temps l'un des plus grands architectes de construction scolaire en Suède, responsable pour la conception de 23 écoles.
À Oskarshamn, l'architecte a créé une gare en cul-de-sac avec un corps de bâtiment compact au bout des voies, un emplacement très inhabituel en Suède. Le bâtiment de la gare est construit sur deux étages avec des façades en briques rouges au-dessus d'un socle grossièrement taillé. Les avant-toits, les encadrements de fenêtres et certains autres éléments décoratifs sont recouverts d'un plâtre léger et lisse. Un grand escalier en pierre mène à l'entrée principale, qui est encadrée par des dépendances en forme de tour couronnées par un champ à pignon avec l'horloge et la devise "Gare". Les escaliers se prolongent jusqu'à une "arcade" qui conduit le visiteur dans le bâtiment. Les arcs de l'arcade médiane sont en pierre avec des reliefs qui se connectent à la voie ferrée.
Contre la voie, il y a aussi un champ à pignon (fronton) avec une horloge et le nom de la station flanqué de "la roue ailée de SJ" sculptée dans la pierre. Les portes donnant sur la voie ont des dessins plus simples, et sur toute cette façade s'avance un toit à baldaquin construit en fer forgé et en verre avec une nette inspiration d'Art nouveau. Les pentes du toit sont abruptes et étaient à l'origine recouvertes de briques rouges à deux cuvettes, aujourd'hui remplacées par de la tôle ondulée. Deux hautes cheminées articulent encore la montée du toit. Sur un pignon, un prolongement contenant une cage d'escalier a été équipé d'un chaperon de style Renaissance. Le nouveau bâtiment, considérablement plus grand, était prêt pour l'inauguration le 5 décembre 1906. À peu près à la même époque, des hangars à locomotives et des magasins ont été construits, qui ont probablement également été conçus par Georg A. Nilsson.

## Service des voyageurs
Il n'y a actuellement aucun trafic de passagers (en 2021).

## Service des marchandises
Le tronçon Oskarshamn-Nässjö est actuellement desservi par le trafic de marchandises.

## Patrimoine ferroviaire
L'extérieur de la gare est bien conservé et le bâtiment est classé monument historique depuis 2004. Certaines parties du bâtiment sont aménagées en résidences. Au rez-de-chaussée, cependant, il y a encore une salle d'attente. En 2017, la gare a subi une rénovation majeure et maintenant la gare est le centre de voyage pour KLT. Fin 2017, la gare a rouvert avec, entre autres, un nouveau restaurant dans l'ancienne réception marchandises du bâtiment de la gare.
Trois voies mènent à la gare. La gare est une gare de cul-de-sac avec le bâtiment de la gare situé au milieu des arrêts des voies.

## Photos

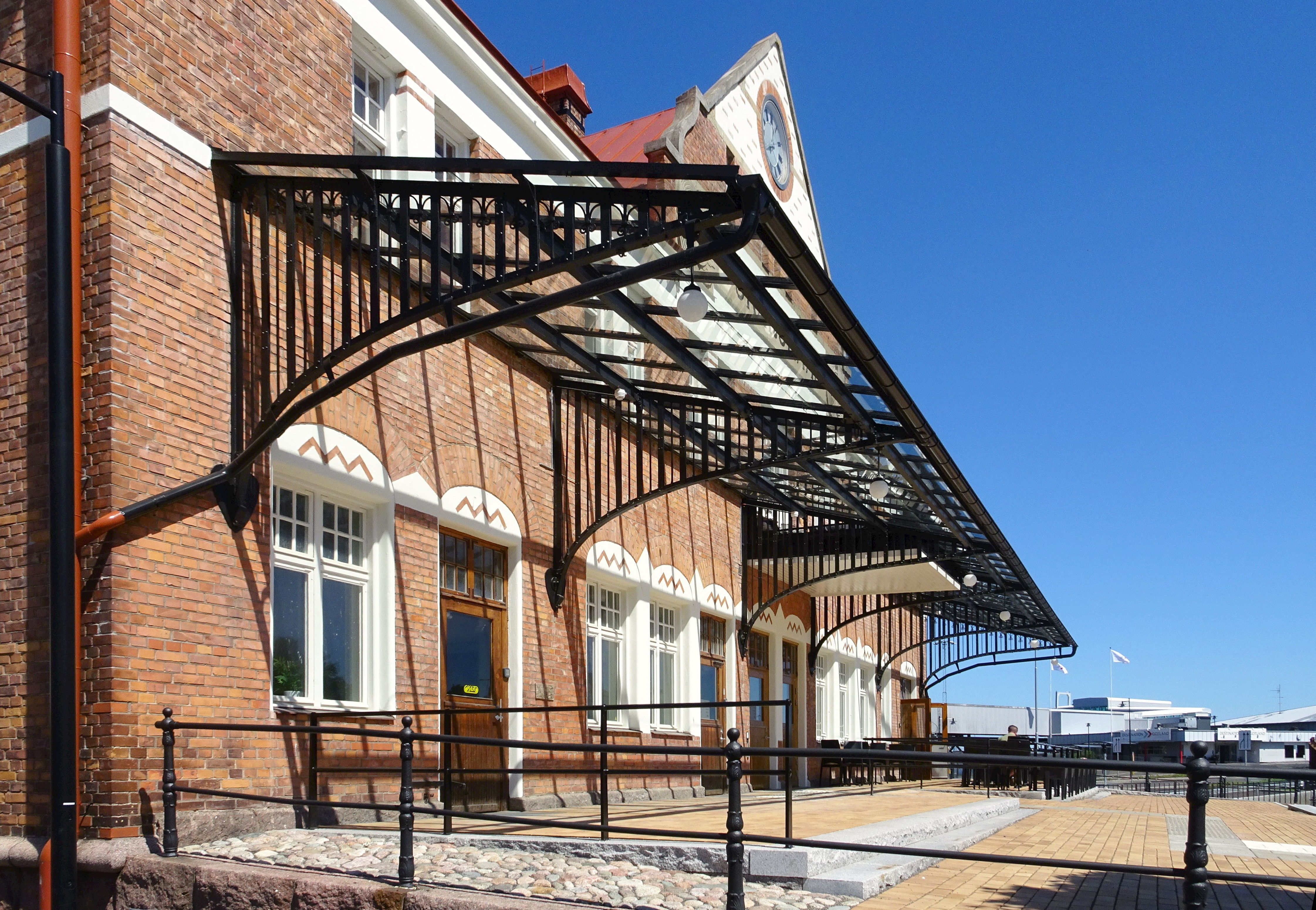
Toiture grillagée en verre et fer forgé.
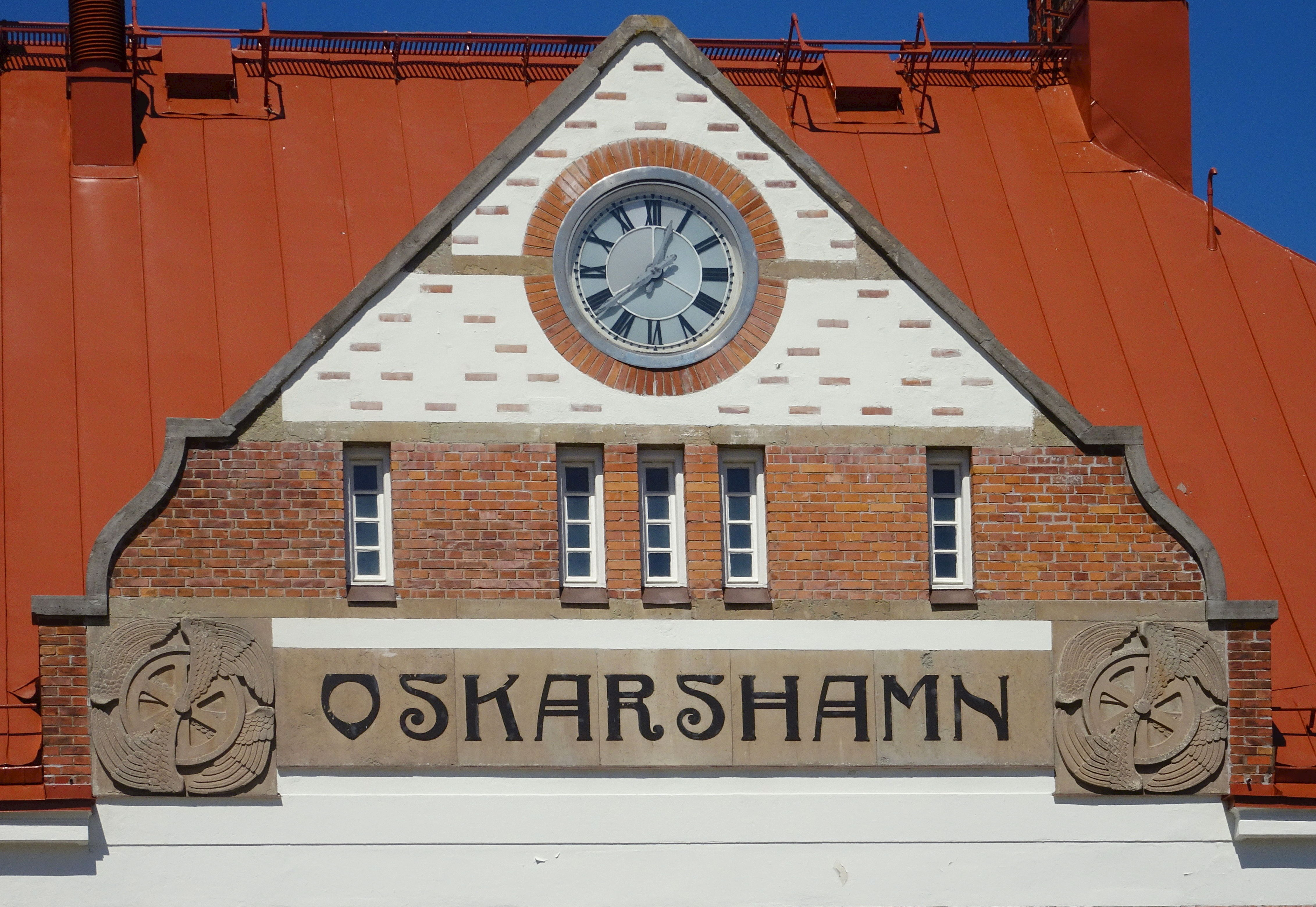
Le fronton du bâtiment de la gare avec texte et horloge.
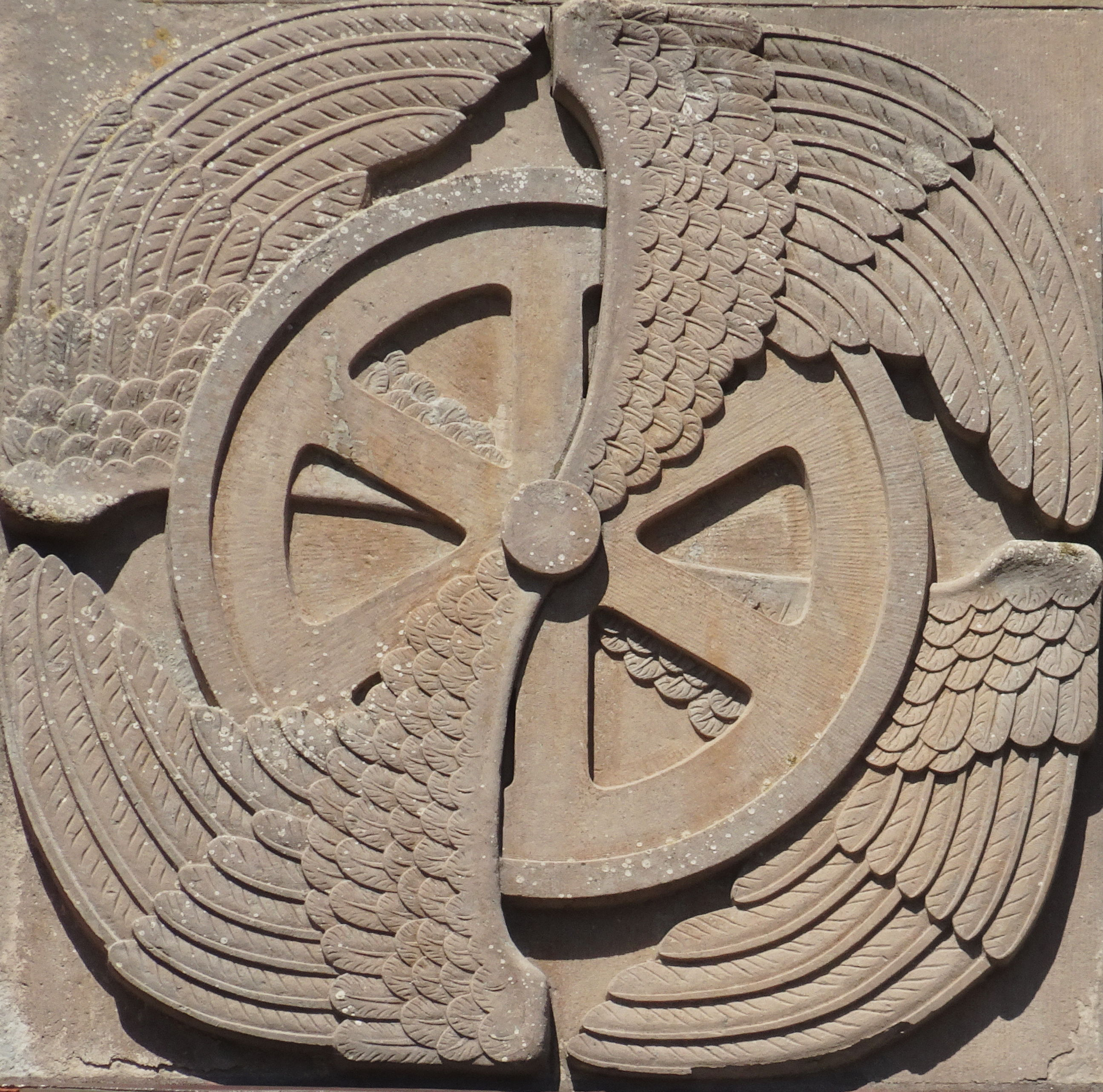
La roue ailée telle une sculpture flanque le nom de la station.
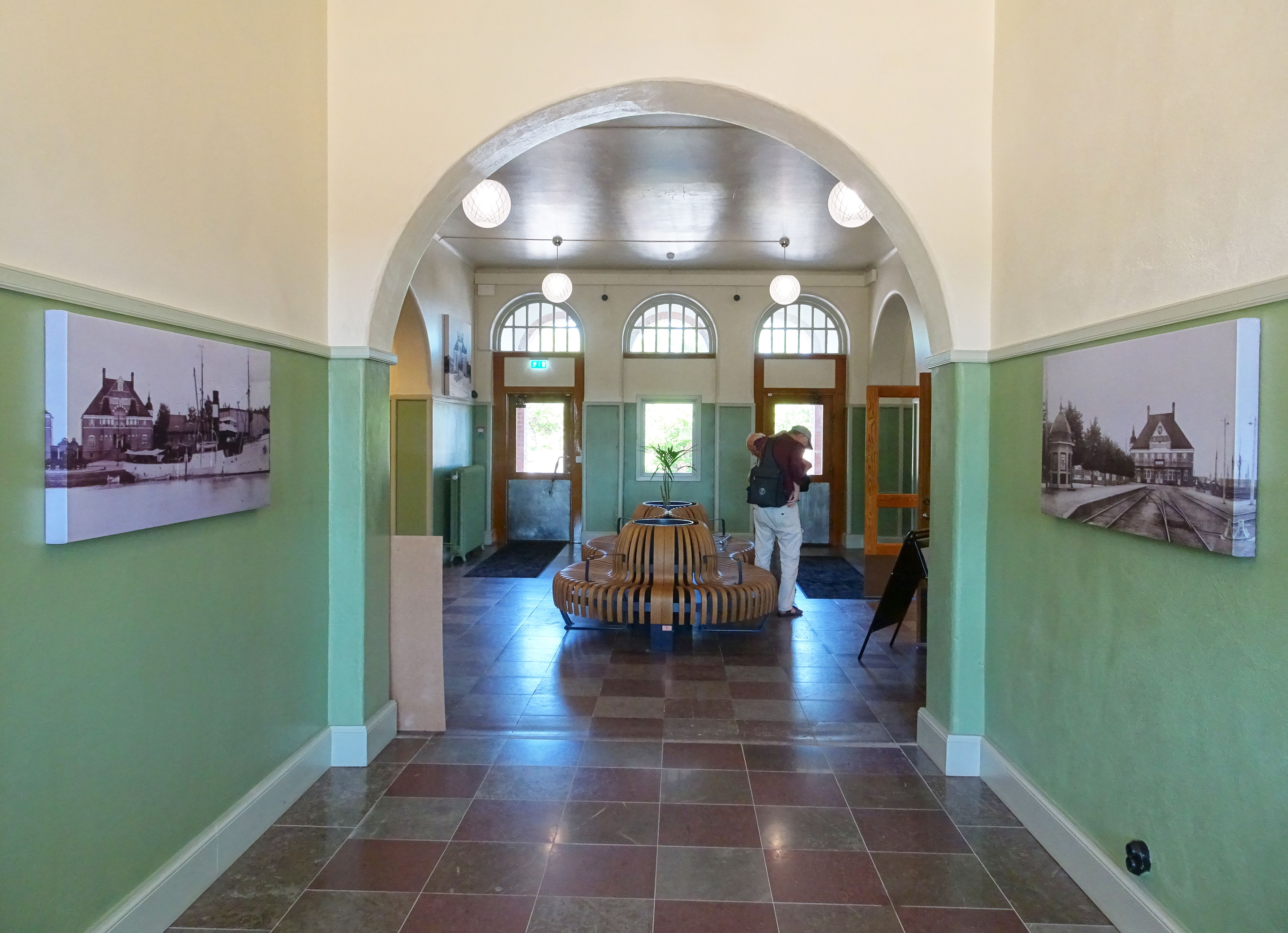
La salle d'attente.
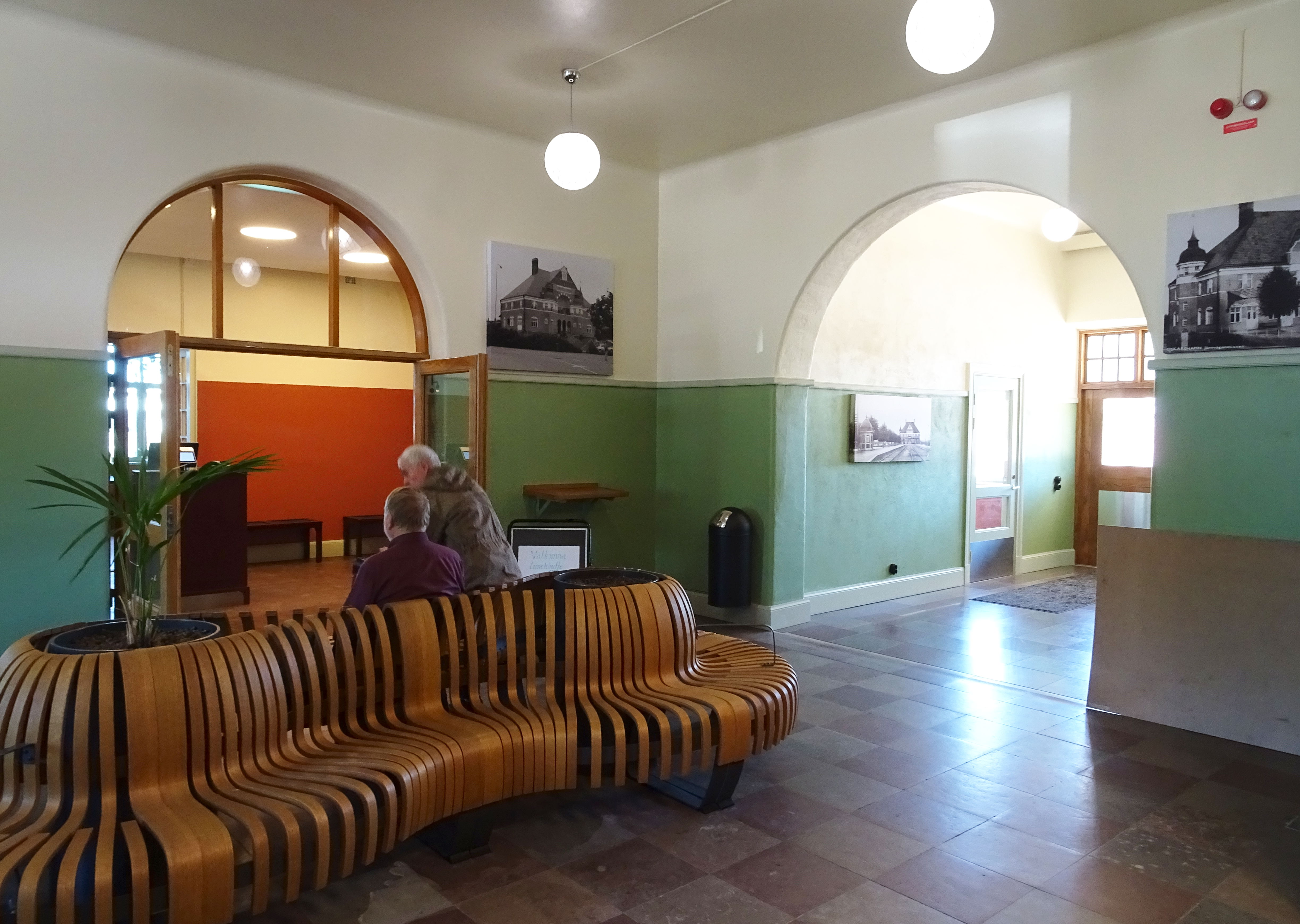
La salle d'attente.